# كوريفيريه
كوريفيريه (بالإستونيَّة: Kurevere)، قرية تتبع دائرة ماريما في مقاطعة رابلا غرب إستونيا.